# Sendhil Ramamurthy
Sendhil Amithab Ramamurthy (ur. 17 maja 1974 w Chicago, w stanie Illinois) – amerykański aktor.

## Życiorys
Syn anestezjologa i lekarki neonatolog, jest pół Azjatą i pół Indusem. Jego rodzice pochodzą z Bengaluru (południe Indii). Ma młodszą siostrę psychiatrę Sujathę. Dorastał w San Antonio, w stanie Teksas, gdzie w 1991 ukończył Keystone School. W młodzieńczych latach zastanawiał się nad studiami medycznymi, lecz ostatecznie w 1996 ukończył studia na wydziale historii bostońskiego Tufts University. Następnie trzy lata spędził w Londynie, gdzie uczył się aktorstwa w prestiżowej Webber Douglas Academy of Dramatic Art. Tu poznał swoją przyszłą żonę – polską aktorkę Olgę Sosnovską, którą poślubił w 1999. Mają córkę Halinę (ur. 2005) i syna Aleka (ur. 2008).
Po raz pierwszy wystąpił na małym ekranie w roli Adama w biblijnym telefilmie NBC/Hallmark U Zarania (In the Beginning, 2000). Rok później zadebiutował w kinowym filmie sensacyjnym Śmierć, oszustwo i przeznaczenie na pokładzie Orient Expressu (Death, Deceit & Destiny Aboard the Orient Express, 2001) u boku Richarda Grieco. Pojawił się potem gościnnie w serialach: BBC Na sygnale (Casualty, 2000), operze mydlanej CBS Guiding Light (2002–2003), ABC Chirurdzy (Grey’s Anatomy, 2005) i CBS Wzór (Numb3rs, 2005). 
W 2005 stanął do walki o rolę George’a O’Malleya w serialu Chirurdzy. Przegrał jednak z T.R. Knightem, a na pocieszenie otrzymał epizod w odcinku pilotowym. W komedii romantycznej Ślepe spotkanie (Blind Dating, 2006) u boku Jane Seymour. Popularność przyniosła mu kreacja Mohindera Suresha w serialu NBC Herosi (Heroes, 2006–2007).

## Filmografia

### Film
- 2000: U Zarania (In the Beginning, TV) jako Adam
- 2001: Mała India (Little India, krótkometrażowy) jako Naveen
- 2001: Orient Express, czyli śmierć, oszustwo i przeznaczenie (Death, Deceit & Destiny Aboard the Orient Express) jako Nikki
- 2004: Mój seksualny błąd (My Sexiest Mistake, TV) jako Ronald
- 2006: Randki w ciemno (Blind Dating) jako Arvind
- 2006: Wdzięczności dla powagi (Thanks to Gravity) jako Saajan

### Seriale TV
- 2001: Na sygnale (Casualty) jako Ron Montague
- 2002: Śmiertelna misja (Ultimate Force) jako kapral Alex Leonard
- 2002–2003: Guiding Light jako Lloyd
- 2005: Wzór (Numb3rs) jako Specjalista DOE
- 2005: Chirurdzy (Grey’s Anatomy) jako stażysta
- 2006: Świadectwo (The Evidence) jako dr Dhruv Sharan
- 2006–2007: Herosi (Heroes) jako Mohinder Suresh
- 2010-2012: Kamuflaż (Covert Affairs) jako Jai Wilcox
- 2012-2014: Piękna i Bestia (Beauty and the Beast) jako Gabriel Lowen
- 2015: Heroes: Odrodzenie jako Mohinder Suresh
- 2016: Głowa rodziny - głos
- 2016: Elementary jako Ajit Dalal
- 2018: Reverie jako Paul Hammond
- 2018: MacGyver jako Samir
- 2018: New Amsterdam jako dr Panthaki
- 2019-2020: Flash jako Ramsey Rosso/Blodwork
- 2020-2023: Jeszcze nigdy jako Mohan